# Bom Sucesso (telenovela)
Bom Sucesso (título en español: Suerte de Vivir) es una telenovela brasileña producida y emitida por Rede Globo desde el 29 de julio de 2019, sustituyendo a Verão 90, hasta el día 24 de enero de 2020, siendo sustituida por Salve-se Quem Puder. Fue la 94.ª telenovela exhibida en el horario de las 19 horas, y contó con 155 capítulos grabados.
Creada por Rosane Svartman y Paulo Halm y dirigida por Luiz Henrique Rios, la telenovela fue protagonizada por Grazi Massafera, Rômulo Estrela, David Junior, Antônio Fagundes, Ingrid Guimarães y Fabiula Nascimento  en los papeles principales, y contó con las participaciones antagónicas de Armando Babaioff y Sheron Menezzes.
La telenovela promedió 29 puntos de índice de audiencia en Brasil, siendo la mayor audiencia en la franja de las siete de la tarde de la Globo desde Encantadoras en 2012.

## Elenco
| Actor/Actriz           | Personaje                             |
| ---------------------- | ------------------------------------- |
| Grazi Massafera        | Paloma da Silva                       |
| Rômulo Estrela         | Marcos Prado Monteiro                 |
| David Junior           | Ramon Madeira                         |
| Antônio Fagundes       | Alberto Prado Monteiro                |
| Fabíula Nascimento     | Mariana Prado Monteiro Cabral (Nana)  |
| Armando Babaioff       | Diego Cabral                          |
| Ingrid Guimarães       | Silvana Nolasco                       |
| Valentina Vieira       | Sofía Prado Monteiro Abranches (niña) |
| Sheron Menezzes        | Gisele Cavalcante                     |
| Lúcio Mauro Filho      | Mario                                 |
| Jonas Bloch            | Eric Feitosa                          |
| Gabriel Contente       | Vicente Machado                       |
| Giovanna Coimbra       | Gabriela da Silva                     |
| Helena Fernandes       | Eugênia Machado                       |
| Eduardo Galvão         | Roger Machado (Dr. Machado)           |
| Mariana Molina         | Evelyn                                |
| Arthur Sales           | Felipe                                |
| Rafael Infante         | Pablo Sanches                         |
| Gabriela Moreyra       | Francisca                             |
| Antônio Carlos Santana | Leonardo Bernardes (Léo)              |
| Yasmin Gomlevsky       | Thaissa                               |
| Felipe Haiut           | Jefferson                             |
| Bruna Inocencio        | Alice Bernardes da Silva              |
| Gabrielle Joie         | Michelly                              |
| Anderson Müller        | Antônio da Silva                      |
| Carla Cristina Cardoso | Luciana da Silva (Lulu)               |
| Stella Freitas         | Tereza Vieira (Terezinha)             |
| Romeu Evaristo         | Fabrício Vieira                       |
| Diego Montez           | Willian                               |
| Daniel Warren          | Jorge (Jorginho)                      |
| Elam Lima              | José Carlos (Zeca)                    |
| Alexandra Martins      | Leila                                 |
| Jorge Lucas            | Dr. Mauri                             |
| Guti Fraga             | Sacerdote Paulo                       |
| Lana Guelero           | Glória Diniz                          |
| Patrícia Costa         | Esther                                |
| Shirley Cruz           | Gláucia                               |
| Rafael Oliveira        | Jeremias                              |
| Caio Cabral            | Patrick                               |
| Igor Fernandez         | Luan Diniz                            |
| Lucas Leto             | Wagner (Waguinho)                     |
| Nathalia Altenbernd    | Jeniffer                              |
| Ícaro Amado            | Pedro Santos                          |
| Felipe Coutinho        | José Bial                             |
| Thaís Garayp           | Bezinha                               |
| Ju Colombo             | Directora Elomar                      |
| Rosana Dias            | Inspectora Cláudia                    |
| Marcelo Flores         | Batista                               |
| Alessandro Moussa      | Marcondes                             |
| João Bravo             | Peter da Silva                        |
| Marcelo Mello          | Yuri                                  |

### Participaciones especiales
| Actor/Actriz              | Personaje                |
| ------------------------- | ------------------------ |
| Isabella Scherer          | Paloma (de Joven)        |
| Luis Angel Duran Martinez | Ramon (de Joven)         |
| Dayannis Caballero        | Marie                    |
| Nando Cunha               | Maestro Batatinha        |
| Edmilson Barros           | Dr. Hugo                 |
| Antônio Pedro             | Agripino (Dueño del bar) |
| Bruna Aiiso               | Toshi                    |
| Mariana Alves             | Lorena                   |